# Trégenestre
Trégenestre est une ancienne commune française.

## Histoire
Trégenestre, enclavée dans l'évêché de Saint-Brieuc, était une trève de Coëtmieux, faisait partie du doyenné de Coëtmieux relevant de l'évêché de Dol et était sous le vocable de saint Louis.
- 1790 : érigée en commune
- 1823 : rattachée à la commune de Meslin*
- 2016 : rattachée à la commune de Lamballe